# TOGO (bedrijf)
TOGO (東娯) (voorheen Toyo Goraku Ki Kabushiki Kaisha (東洋娯楽機株式会社)) was een Japans bedrijf dat achtbanen bouwde.

## Geschiedenis
De eerste achtbaan van TOGO, de Roller Coaster in het Hanayashiki Amusement Park, werd in 1953 gebouwd. De laatst gebouwde achtbaan vóór het faillissement is Flounder's Flying Fish Coaster in Tokyo DisneySea in 2001.
TOGO bouwde de eerste staande achtbaan door speciale achtbaantreinen op een standaard achtbaanrails te plaatsen. Daarna werd er een specifieke rails voor een staande achtbaan ontwikkeld door TOGO. De eerste staande achtbaan met aangepaste rails was King Cobra in Kings Island.
TOGO heeft ook de eerste werkende pijplijnachtbaan gebouwd (Ultra Twister in Tokyo Dome City). Een andere bijzondere achtbaan is The Roller Coaster in New York-New York Hotel & Casino (Las Vegas) die een combinatie is van een hypercoaster en een conventionele achtbaan met loopings.
Het faillissement van TOGO in 2004 werd uitgesproken nadat Knott's Berry Farm een rechtszaak tegen het bedrijf had aangespannen vanwege het mislukken van de achtbaan Windjammer Surf Racers.

## Noemenswaardige achtbanen
- King Cobra in Kings Island
- Shockwave in Kings Dominion

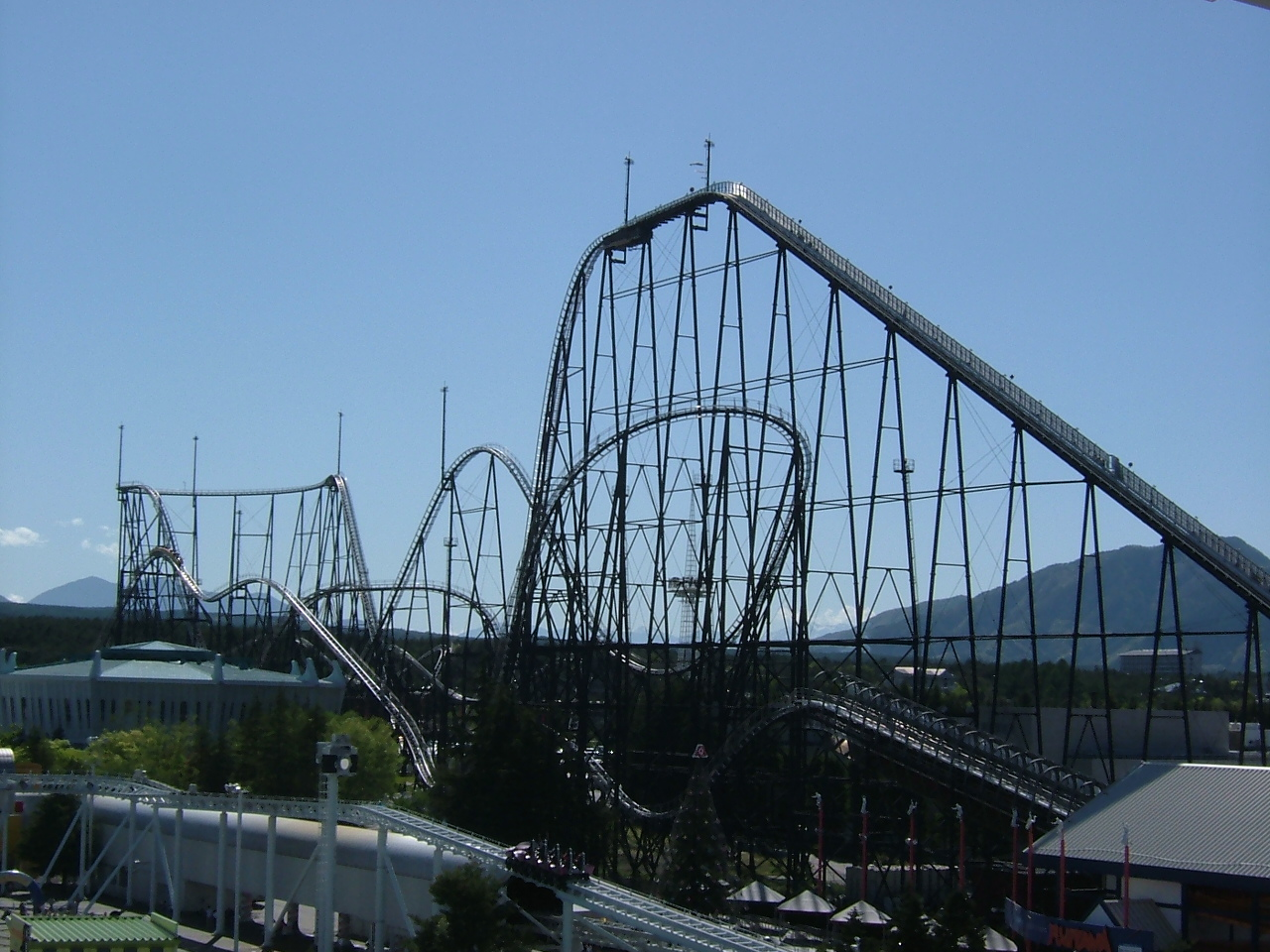
Fujiyama in Fuji-Q Highland

- Ultra Twister in diverse Six Flags parken
- Fujiyama in Fuji-Q Highland
- Windjammer Surf Racers in Knott's Berry Farm
- Flounder's Flying Fish Coaster in Tokyo DisneySea
- SkyRider in Canada's Wonderland
- The Roller Coaster in New York-New York Hotel & Casino